# San Giuseppe col Bambino (Giambattista Tiepolo Bergamo)
San Giuseppe col Bambino, o solo San Giuseppe, è un dipinto di Giambattista Tiepolo conservato nella chiesa del Santissimo Salvatore, chiamata anche "chiesa dei Disperati", in via San Salvatore nella parte alta della città di Bergamo.

## Storia
Il dipinto non fu subito riconosciuto come lavoro eseguito da Giambattista Tiepolo, ma a lungo si ritenne che fosse un'opera realizzata da Giovanni Raggi, suo allievo, e che questi ne avesse solo eseguito qualche pennellata. Raggi ne fece sicuramente una copia identica, che per qualche tempo circolò sul mercato dell'antiquariato di Milano. 

I primi studi che ipotizzarono la totale paternità di Tiepolo si devono ad Anna Pallucchini (1968) che stabilì la datazione più probabile nel biennio 1732-1733, periodo in cui Tiepolo aveva lavorato presso la Cappella Colleoni.

## Descrizione
Rappresentare l'immagine iconografica di san Giuseppe nell'arte bergamasca non è raro, i maggiori artisti ne fecero una rappresentazione, e in ognuno di questi la tenerezza è sicuramente la principale caratteristica.
La tela è posta sull'altare in marmo della parete a destra dell'aula, raffigura san Giuseppe seduto sopra una pietra con un piede che avanza sul quadro, tecnica che serviva al Tiepolo per allargare la percezione degli spazi, e che sorregge, avvicinandolo al volto, il bambino Gesù posto sopra un lembo di tessuto bianco. La pietra e il lenzuolo sono i simboli di quella che sarà la sua morte, il sepolcro e il sudario. Questi simboli furono già indicati in una tela bergamasca opera del Lotto, la Sacra Famiglia con santa Caterina d'Alessandria del 1533 conservata nella pinacoteca dell'Accademia Carrara, opera che sicuramente il Tiepolo aveva visto e studiato.
In primo piano a destra, vi sono gli attrezzi da falegname, e una verga fiorita, elementi che raccontano la storia del santo e uno dei suoi miracoli, la fioritura di un ramo secco, miracolo che la tradizione racconta, lo fece scegliere quale marito di Maria. 
Il Bambino regge delicatamente tra le dita della mano un giglio, attributo iconografico del santo il quale sembra rubare un poco del suo tempo alla tenerezza e alla malinconia, così come l'artista sembra volere rubare dal suo tempo, uno spazio intimo. Lo sguardo del santo è molto materno di chi sa di non esser padre, ma che ben conoscere quale destino avrà questo bambino, mentre sullo sfondo si accende la luce di un nuovo giorno.
L'opera viene considerata la migliore presente nella chiesa.